# Henri II de Borsele
Henry II de Borsele (aussi connu sous le nom de Henry II de Borselen (vers 1404 - Château de Zandenburg, le 15 mars 1474) était seigneur de Veere et Zandenburg, Vlissingen, Westkapelle, Domburg, Brouwershaven et comte de Grandpré. Il était appelé Monsieur De La Vère. Il était un fils de Wolfert V van Borselen (nl) et d'Hadewich van Borselen-Brigdamme, sa nièce, fille de Claes van Borselen et Maria van Arnemuiden. Après le Traité de Delft en 1428, il devient membre du Conseil des 9 nobles ou Cour de Hollande (nl).

## Biographie
Après la mort de son père, il était au début toujours sous tutelle. En 1429, il épousa Johanna van Halewijn. À partir de 1433, Philippe le Bon est officiellement comte de Hollande et de Zélande, mais il doit tenir compte du pouvoir d'Henri II. Ce dernier avait sa propre flotte marchande et menait des guerres de corsaires seul, mais avait également une position dominante sur l'île de Walcheren.
Son prestige s'étendait bien au-delà de la Zélande. En 1444, il réussit à marier son fils, Wolfert VI van Borssele, avec la princesse Marie Stuart, fille du roi Jacques Ier d'Écosse. Toujours dans le cadre des alliances politiques, sa fille, Margaretha, a épousé Louis de Gruuthuse.
En 1445, il fut fait chevalier de l'ordre de la Toison d'or. Charles VII le nomma « lieutenant général sur le fait de la guerre de la mer » en 1446. En 1453, Philippe le Bon — pour obtenir de l'argent pour la répression de la révolte de Gand — promit Vlissingen, Westkapelle et Domburg à Henri pendant une période de 17 ans. En conséquence, avec Veere là-bas, il a fermé Middelburg de trois côtés de la mer et contrôlé la rade de Walcheren et les ports de Middelburg et d'Arnemuiden.
En 1467, il acheta le comté de Grandpré dans l'actuel département français des Ardennes.

## Puissance navale
En 1436, il livra trois navires à Philippe le Bon pour contribuer au blocus de Calais. Après le début de la guerre hollando-wendesique (nl) en 1438, il remonta l'Elbe et la Weser en 1441 et remorqua un certain nombre de cogues hanséatiques loin de Hambourg et de Brême.
En 1470, après avoir rompu avec Édouard IV pendant la Guerre des Deux-Roses, Richard Neville, comte de Warwick, surnommé le faiseur de roi, fuit l'Angleterre et s'empare de plusieurs navires hollandais avec ses propres navires. Charles le Téméraire réunit alors une flotte de 23 navires. Henri de Borsele a été nommé chef de la flotte en raison de sa grande expérience et était donc aux commandes même de l'amiral de Flandre, Josse de Lalaing. Warwick s'est alors enfui en Angleterre via la Normandie et a réussi à y déposer Édouard et à amener Henri VI au pouvoir. Charles le Hardi rendit alors à nouveau disponible une flotte avec laquelle Édouard put déposer Henri VI. Henri de Borsele a été nommé chambellan par Édouard pour les services rendus et Veere a obtenu de nouveaux privilèges commerciaux. De Charles, il reçut la seigneurie de Fallais de la Principauté de Liège et en 1472, il acheta une partie de Brouwershaven.

## Indépendance
Henri rendit service aux ducs bourguignons, mais ne renonça jamais à son indépendance en assumant la fonction d'amiral pour eux. Bien que sa position d'amiral au service du royaume de France ait été mentionnée par Charles le Téméraire dans le chapitre de l'Ordre de la Toison d'or, il n'a pas abandonné ce poste. De son vivant, son fils Wolfert fut nommé en 1466 comme successeur de Jean de Luxembourg, comme general admiral de la mer d'Artois, Boulonnais, Hollande, Zélande et Frise. Cependant, ce n'est qu'après la mort de son père que Wolfert a agi en tant que chef de la flotte.

## Sources
- Sicking, L. : Zeemacht en onmacht, Maritieme politiek in de Nederlanden, 1488 – 1558, De Bataafsche Leeuw, Amsterdam, 1998 -  (ISBN 9067074659)